# هاروی فوکوآ
هاروی فوکوآ (انگلیسی: Harvey Fuqua؛ ۲۷ ژوئیهٔ ۱۹۲۹ – ۶ ژوئیهٔ ۲۰۱۰) یک موسیقی‌دان اهل ایالات متحده آمریکا بود.